# Tralee
Tralee (Trá Lí em irlandês) é uma cidade do condado de Kerry na República da Irlanda.